# Inès Ligron
Inès Ligron, née à Montpellier en France, est la directrice du comité Miss Univers Japon.

## Biographie
Inès Ligron a fondé sa première entreprise en tant que propriétaire d'un centre de beauté et spa à l'âge de 21 ans. Elle vend l'entreprise à son apogée cinq ans plus tard, afin de parcourir le monde et l'industrie de la mode.
En 1995, Inès Ligron devient directrice de IMG Models à Hong Kong.
En 1998, Donald Trump nomme Inès Ligron directrice du comité Miss Univers Japon. En 2007, Riyo Mori est la première femme japonaise à remporter le titre de Miss Univers depuis 48 ans,. Elle quitte le comité en 2009 ; elle devient plus tard directrice nationale de l'organisation Miss World Singapour.